# Apărarea împotriva incendiilor
.

Exemplu de plan de de evacuare și salvare

Apărarea împotriva incendiilor  în România reprezintă un ansamblu  de activități specifice, măsuri și sarcini organizatorice, tehnice, operative, cu caracter umanitar și de informare publică, planificate, organizate și realizate potrivit legii, în scopul prevenirii și reducerii riscurilor de producere a incendiului și asigurării intervenției operative pentru limitarea și stingerea incendiului, în vederea evacuării, salvării și protecției persoanelor periclitate, protejării bunurilor și mediului împotriva efectelor situațiilor de urgență determinate de incendii.

## Apărarea împotriva incendiilor în România
Apărarea împotriva incendiilor constituie o activitate de interes public, național, cu caracter permanent, la care sunt obligate să participe în condițiile legii, autoritățile administrației publice centrale și locale, precum și toate persoanele fizice și juridice aflate pe teritoriul României. Totodată, activitatea de apărare împotriva incendiilor, cunoscută sub denumirea de PSI, este o activitate ce revine atât persoanelor juridice, cât și persoanelor fizice. La localități primarul are obligația să respecte legislația în domeniul prevenirii și stingerea incendiilor și să aibă constituit și încadrat serviciu voluntar de pompieri. 

### Organizare în cadrul unității
- stabilirea structurilor cu atribuții în domeniul apărării împotriva incendiilor;
- elaborarea, aprobarea și difuzarea actelor de autoritate: decizii, dispoziții, hotărâri și altele asemenea, prin care se stabilesc răspunderi pe linia apărării împotriva incendiilor;
- elaborarea, aprobarea și difuzarea documentelor și evidențelor specifice privind apărarea împotriva incendiilor;
- organizarea apărării împotriva incendiilor la locurile de muncă;
- planificarea și executarea de controale proprii periodice, în scopul depistării, cunoașterii și înlăturării oricăror stări de pericol care pot favoriza inițierea sau dezvoltarea incendii), analiza periodică a capacității de apărare împotriva incendiilor;
- îndeplinirea criteriilor și a cerințelor de instruire, avizare, autorizare, atestare, certificare, agrementare, prevăzute de actele normative în vigoare;
- realizarea unui sistem operativ de observare și anunțare a incendiului, precum și de alertare în cazul producerii unui astfel de eveniment;
- asigurarea funcționării la parametrii proiectanți a mijloacelor tehnice de apărare împotriva incendiilor;
- planificarea intervenției salariaților, a populației și a forțelor specializate, în caz de incendiu;
- analizarea incendiilor produse, desprinderea concluziilor și stabilirea împrejurărilor și a factorilor determinanți, precum și a unor măsuri conforme cu realitatea;
- reglementarea raporturilor privind apărarea împotriva incendiilor în relațiile generate de contracte/convenții;
- asigurarea formularelor tipizate, cum sunt permisele de lucru cu focul, fișele de instruire.

### Organizarea pe locul de muncă
- prevenirea incendiilor, prin luarea în evidență a materialelor și dotărilor tehnologice care prezintă pericol de incendiu, a surselor posibile de aprindere ce pot apărea și a mijloacelor care le pot genera, precum și prin stabilirea și aplicarea măsurilor specifice de prevenire a incendiilor;
- organizarea intervenției de stingere a incendiilor;
- afișarea instrucțiunilor de apărare împotriva incendiilor;
- organizarea salvării utilizatorilor și a evacuării bunurilor, prin întocmirea și afișarea planurilor de protecție specifice și prin menținerea condițiilor de evacuare pe traseele stabilite;
- elaborarea documentelor specifice de instruire la locul de muncă, desfășurarea propriu-zisă și verificarea efectuării acesteia;
- marcarea pericolului de incendiu prin montarea indicatoarelor de securitate sau a altor inscripții ori mijloace de atenționare[3].

## Educația publică privind apărarea împotriva incendiilor
Majoritatea departamentelor de pompieri din SUA au programe de educație de prevenirea a incendiilor împotriva incendiilor .
Programele de prevenire a incendiilor includ distribuirea de detectoarelor de fum, vizitarea școlilor pentru a revizui subiecte cheie cu elevii și implementarea unor programe recunoscute la nivel național, cum ar fi NFPA S „Risk Watch” și „Learn to not burn” .
Alte programe sau materiale pot fi achiziționate de către departamentele de pompieri sau organizațiile comunitare. Acestea sunt de obicei distractive și concepute pentru a capta atenția copiilor și a transmite mesaje importante. Materialele include cele care sunt în mare parte auditive, cum ar fi marionete și roboți.  Recuzita stimulează vizual, dar mesajul de siguranță este transmis doar oral.
Unele programe de prevenire a incendiilor sunt, de asemenea, dezvoltate pentru a identifica pericolele dintr-o casă.
Toate programele includ mesaje de prevenire, evacuare și intervenție în caz de incendiu. În majoritatea cazurilor, reprezentantul pompierilor este considerat specialist și se așteaptă să prezinte informații într-un mod adecvat pentru fiecare grupă de vârstă.

## Rolul companiilor de asigurări în securitatea împotriva incendiilor
Incendiul este una dintre cele mai mari amenințări la adresa proprietății, pierderile adunând până la miliarde de dolari daune, în fiecare an.
Companiile de asigurări din Statele Unite nu sunt responsabile numai pentru acoperirea financiară a pierderilor provocate de incendii, ci sunt responsabile și pentru gestionarea riscurilor asociate acestora. Majoritatea companiilor de asigurări comerciale angajează un specialist în controlul riscurilor, a cărui sarcină principală este de a supraveghea proprietățile, cu scopul de a asigura respectarea la nivelul acestora a conformitatății cu standardele NFPA, de a evalua nivelul de risc al respectivelor proprietăți și de a face recomandări, astfel încât să fie redusă probabilitatea pierderilor cauzate de incendii..

## Planul de evacuare a persoanelor
- Planurile de evacuare a persoanelor în caz de incendiu cuprind elemente diferențiate, în funcție de tipul și destinația construcției și de numărul persoanelor care se pot afla simultan în aceasta. Pentru încăperile destinate cazării, planurile se afișează indiferent de numărul de locuri.
- Planurile de evacuare se afișează pe fiecare nivel, pe căile de acces și în locurile vizibile, astfel încât să poată fi cunoscute de către toate persoanele, iar în încăperi, pe partea interioară a ușilor.
- Planul de evacuare se întocmește pe baza schiței nivelului sau a încăperii, pe care se marchează cu culoare verde traseele de evacuare prin uși, coridoare și case de scări sau scări exterioare.
- Pe planurile de evacuare se indică locul mijloacelor tehnice de apărare împotriva incendiilor: stingătoare, hidranți de incendiu interiori, butoane și alte sisteme de alarmare și alertare a incendiilor, posibilitățile de refugiu, încăperi speciale, terase, precum și interdicția de folosire a lifturilor în asemenea situații.

În America de Nord, existența unui plan de securitate la incendiu este impusă de toate codurile de incendiu naționale, de stat sau provinciale, pe baza tipurilor de utilizare a clădiriilor sau de ocupare. În general, proprietarul clădirii este responsabil pentru pregătirea unui plan de securitate la incendiu. Odată aprobat planul, proprietarul este responsabil de implementarea respectivului planu de securitate la incendiu și de instruirea întregului personal în ce privește atribuțiile sale. De asemenea, este responsabilitatea proprietarului să se asigure că toți vizitatorii și personalul sunt informați, despre ce trebuie să facă în caz de incendiu.
Planurile de securitate împotriva incendiilor pot oferi informații atât utilizatorilor, cât și pompierilor, îmbunătățind mult siguranța tuturor acestora. Ele pot oferim, de asemenea, pompierilor informații utile în ce privește căile de evacuare, traseele, existența și localizarea unor stingătoare, butoane de acțiune în caz de incendiu, telefoane de urgență, etc., au cunoștințe privitoare la locul unde se află în clădire.
În Marea Britanie, un plan de siguranță la incendiu se numește evaluare a riscului de incendiu.